# خانواده غیرمعمولی
خانواده غیرمعمولی (انگلیسی: No Ordinary Family) یک مجموعه تلویزیونی است که از شرکت پخش رسانه‌ای آمریکا و شبکه تلویزیونی سی‌تی‌وی پخش شد.